# Cabochiens

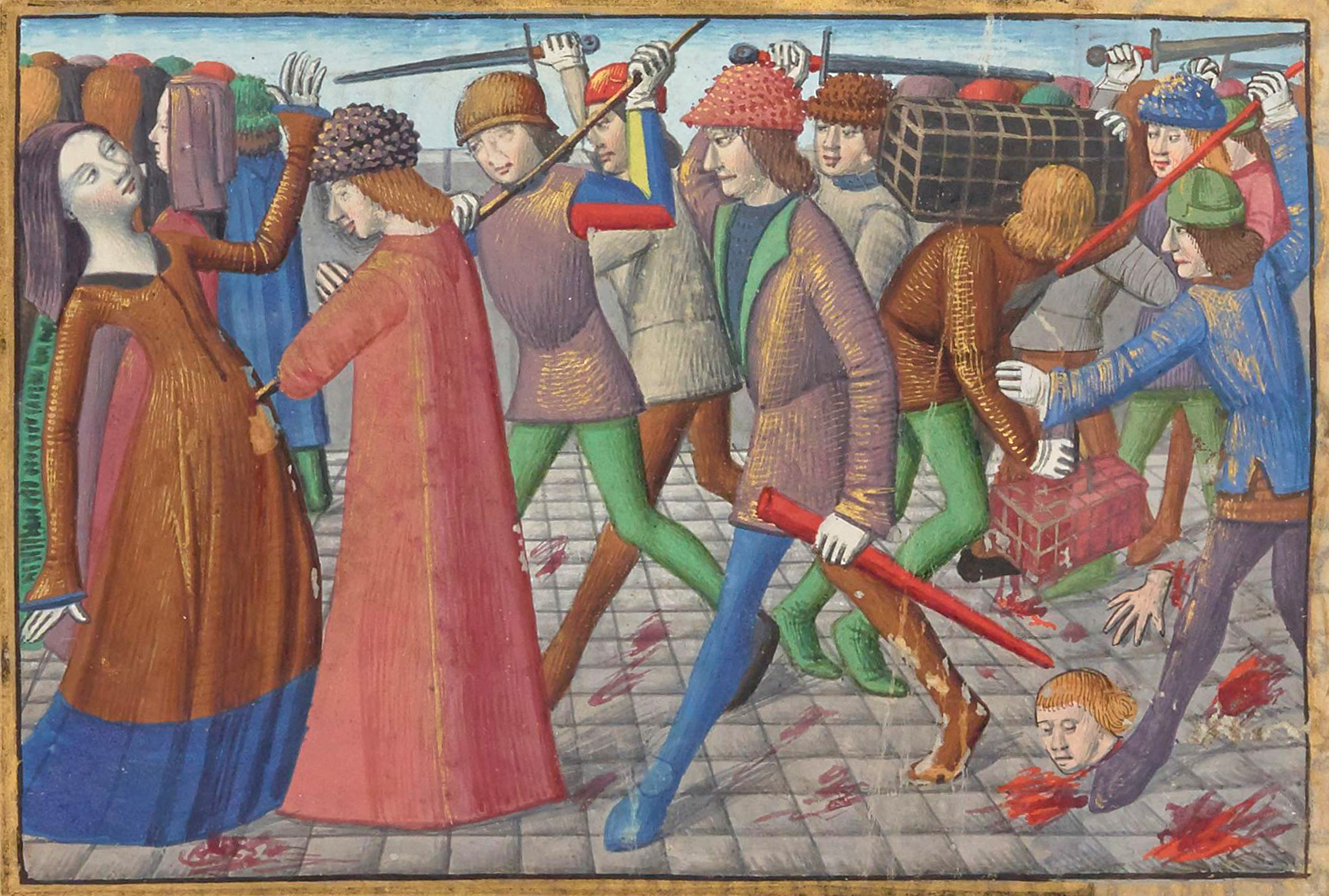
Massaker und Plünderungen an den Einwohnern von Paris im Jahr 1413

Als Cabochiens werden im Allgemeinen die radikalsten Parteigänger der Bourguignons während des unter Karl VI. dem Wahnsinnigen in Frankreich ausgebrochenen Bürgerkrieges zwischen den Armagnacs und Bourguignons bezeichnet. Im engeren Sinne handelt es sich um die Teilnehmer des blutigen Aufstandes, der vom 27. April bis zum 2. August 1413 in Paris tobte. 

## Anführer
Ihr Name leitet sich von dem Anführer der Bewegung Simon Le Coustelier, genannt Simonnet oder Simon Caboche, ab, einem Abdecker des bei der Kirche Saint Jacques de la Boucherie gelegenen Schlachthofes (Escorcheur de vaches à boucherie Saint-Jacques), der seit Beginn des Konfliktes enge Beziehungen zu dem Herzog von Burgund Johann Ohnefurcht unterhielt. 

## Historisch-sozialer Hintergrund
Die Bewegung der Cabochiens war das Ergebnis einer seit langem schwelenden Unzufriedenheit, die einerseits aus den Zuständen in der Verwaltung erwuchs, andererseits aus der Verschwendungssucht und den Exzessen in der Umgebung des unzurechnungsfähigen Königs, die vornehmlich seiner Ehefrau Isabeau und seinem Bruder Ludwig von Orléans vorgeworfen wurden. Nach einem Treffen am 30. Januar 1413 versuchten die Generalstände des Langue d’oïl eine Reform, mit der die alten Regeln der Finanzverwaltung wieder in Kraft gesetzt werden sollten. Eine Kommission wurde eingesetzt, die die Verfügung vom 26. Mai erarbeitete, die nichts Revolutionäres an sich hatte, da sie im Wesentlichen nur aus einer systematischen Zusammenstellung der verschiedenen Verfügungen der Könige Karl V. und Karl VI. bestand.
Zur gleichen Zeit erreichten verschiedene Gruppen der Pariser Bevölkerung, vor allem die Fleischer, die in der Bürgerschaft schlecht integriert waren, nach Unruhen, Drohungen und Geiselnahmen aus der Umgebung und der Familie des Königs politische Zugeständnisse. Dieses gewaltsame Vorgehen lenkte von der Reformbewegung ab, die sich innerhalb der öffentlichen Ordnung bewegte, und kompromittierte diese und ihre Anführer, wie Johann Ohnefurcht, den Herzog von Burgund, und zahlreiche Universitätslehrer wie Jean Courtecuisse und Pierre Cauchon, die eine grundlegende Reform des Staats und der Verwaltung zwar wünschten, sich diesbezüglich aber zurückgehalten hatten.
Die Lage drehte sich Anfang August, als es der Großbürgerschaft unter Leitung von Jean Jouvenel erneut gelang, sich gegen einen Teil des einfachen Volks durchzusetzen. Der Herzog von Burgund floh; ihm folgten seine wichtigsten Anhänger, darunter auch Caboche. Die Partei der Armagnacs richtete ihre Herrschaft in der Stadt auf, in der nun ein Terrorakt dem anderen folgte.
Die Armagnacs kassierten die Reformverordnung am 5. September, die nun ebenfalls als cabochienne verspottet wurde, da sie einen Zusammenhang zwischen der Volksbewegung und der Arbeit der staatlichen Kommission sahen.